# Boulevard Solitude
Boulevard Solitude ist eine Oper (Originalbezeichnung: „Lyrisches Drama“) in sieben Bildern von Hans Werner Henze (Musik) mit einem Libretto von Grete Weil und Walter Jockisch nach der Histoire du Chevalier Des Grieux et de Manon Lescaut von Antoine-François Prévost. Sie wurde am 17. Februar 1952 am Landestheater Hannover uraufgeführt.

## Handlung

### Erstes Bild: „Bahnhofshalle einer französischen Großstadt“
Mitten im Bahnhofstrubel warten der Student Armand des Grieux und sein Freund Francis lesend auf einen Zug. Als dieser angekündigt wird, verabschiedet sich Francis und geht. Manon Lescaut und ihr Bruder erscheinen, und Manon setzt sich zu ihm, während Lescaut an die Bar geht. Armand und Manon unterhalten sich zwanglos. Sie ist auf dem Weg in ein Pensionat in Lausanne; er sehnt sich nach einer Freundin, doch die Mädchen der Großstadt scheinen ihm unerreichbar. Beide stellen fest, dass sie unter ihrer Einsamkeit leiden. Kurz entschlossen gehen sie gemeinsam fort. Lescaut beobachtet das, ohne einzugreifen.

### Zweites Bild: „Kleines Mansardenzimmer in Paris“
Manon und Armand leben zusammen in einer ärmlichen Wohnung. Sie sind glücklich, doch das Geld geht ihnen aus. Armand hat sein Studium aufgegeben und sein Vater den Unterhalt eingestellt. Er macht sich auf den Weg, um Francis um ein Darlehen zu bitten. Da erscheint Lescaut und erzählt von seiner Begegnung mit dem alten Lilaque, einem reichen Mann, der ein guter Freier für Manon wäre und vor dem Haus warte. Er rät Manon, sich ihre Wünsche rücksichtslos zu erfüllen. Je grausamer sie ihre Verehrer behandle, desto höher werde sie steigen. Nach einigem Zaudern ist Manon einverstanden. Sie gibt Lilaque am Fenster das vereinbarte Zeichen.

### Drittes Bild: „Elegantes Boudoir bei Monsieur Lilaque“
In der Wohnung ihres Verehrers schreibt Manon Armand einen Brief und berichtet ihm von ihrem neuen Leben im Reichtum. Sie bedauert, ihn nicht empfangen zu können, doch halte sie jeden Nachmittag im Park aus ihrem Wagen nach ihm Ausschau. Ihr Bruder tritt herein und zerreißt den Brief vorwurfsvoll. Da sie ihm kein Geld geben will, bricht er Lilaques Geldschrank auf, um sich selbst zu bedienen. Er wird jedoch vom Hausherrn ertappt, der daraufhin beide hinauswirft.

### Viertes Bild: „Universitätsbibliothek“
Armand und Francis studieren in der Bibliothek. Während Francis von den Büchern fasziniert ist, kann Armand nur an Manon denken. Francis erzählt ihm, dass er sie am Vortag mit einem neuen Verehrer im Café gesehen habe. Armand kann nicht glauben, dass sie in einen Diebstahl verwickelt sein soll. Francis steht auf und geht zu den anderen Studenten. Unterdessen setzt sich Manon neben Armand und liest sein Buch mit – Liebesgedichte Catulls, deren Inhalt ihrer eigenen Situation entspricht. Beide versichern einander ihre Liebe. Als sei nichts geschehen, verlassen sie zusammen die Bibliothek.

### Fünftes Bild: „Kaschemme“
Armand flüchtet mit Hilfe von Drogen aus der Realität. Lescaut kommt mit dem jungen Lilaque herein und verkauft ihm Kokain. Lilaque bittet Armand, bei Manon ein gutes Wort für ihn einzulegen. Als Manon erscheint, nimmt Armand sie in seinem Rausch als Tänzerin wahr. Sich selbst hält er für Orpheus nach dem Verlust Eurydikes. Manon versichert ihm, dass sie ihn weiterhin liebe. Lilaque drückt Armand in seinen Stuhl, auf dem dieser einschläft, und geht mit Manon fort. Lescaut folgt ihnen. Ein junges Mädchen überreicht Armand einen Brief, in dem Manon ihn für den nächsten Abend in Lilaques Wohnung einlädt, da dieser auf Reisen gehe. Armand schläft wieder ein.

### Sechstes Bild: „Im Haus Lilaque fils“
Die geteilte Szene zeigt ein Vorzimmer mit Telefon und das Schlafzimmer von Lilaque fils mit einem großen Bett. Es ist ein grauer Morgen. Manon und Armand haben die Nacht zusammen verbracht. Lescaut tritt mit einem Diener herein und mahnt zum Aufbruch. Während der Diener aufgebracht am Telefon spricht, rät Lescaut dem Paar, die Hintertreppe zu nutzen, um nicht entdeckt zu werden. Lescaut bewundert ein Bild, dessen Stil ihn an Picasso erinnert, und schneidet es aus dem Rahmen. Die drei werden von Lilaque père ertappt, den der Diener gerufen hatte. Lilaque wundert sich, Manon hier vorzufinden. Seine alte Zuneigung zu ihr erwacht wieder, und er will sie ins Schlafzimmer führen. Manon sucht nach Ausreden. Unterdessen gelingt es dem Diener, ihm durch Zeichen auf Armand und Lescaut aufmerksam zu machen, die sich hinter einem Vorhang versteckt hatten. Lilaque lässt die Polizei rufen und versperrt die Tür. Lescaut gibt Manon einen Revolver. Ein Schuss löst sich, und Lilaque bricht zusammen. Lescaut verlässt mit dem Bild das Haus, während die anderen wie versteinert sind. Lilaque fils kommt herein und beugt sich über seinen toten Vater.

### Siebtes Bild: „Vor dem Gefängnis“
Manon wurde wegen Mordes festgenommen. An einem grauen Wintertag soll sie in ein anderes Gefängnis verlegt werden. Für den verzweifelten Armand ist dies die letzte Gelegenheit, sie noch einmal zu sehen. Während er an die Mauer gelehnt wartet und sich seinen Gefühlen hingibt, werden die Tore geöffnet. Polizisten führen einige gefesselte Mädchen heraus. Der Platz füllt sich mit Passanten und Kindern, die das „Jubilate, exultate“ singen. Auch die beiden Lilaques beobachten die Szene von einem Wagen aus.

## Gestaltung
Die Verse des Librettos wurden von Grete Weil absichtsvoll „künstlich gereimt“. Es enthält einige Zitate in französischer und lateinischer Sprache, die im sonst deutschsprachigen Text wie Fremdkörper wirken und Armands eigene Entfremdung zur Realität versinnbildlichen.:139f Die Oper ist anders als die Vorlage nicht moralisierend, sondern beschreibt „das Grundgefühl der Einsamkeit in Beziehungen wie in allen gesellschaftlichen Situationen“ (Wulf Konold). Die Handlung wurde an die Gegenwart (der 1950er Jahre) angepasst. So wurde die Kutsche durch eine Eisenbahn ersetzt, die Spielsucht Armands durch Drogensucht, das Kloster durch die Universitätsbibliothek. Der romantisierende Tod Manons in den Armen ihres Geliebten wurde gestrichen. Am Ende der Oper geht sie stumm, ohne ihn anzublicken, an ihm vorbei. Die Figuren sind schemenhaft und distanziert dargestellt. Entsprechend dem Kunstideal der Entstehungszeit sind sie stark versachlicht. Auf jede Form von Erotik im Ausdruck wird verzichtet. Damit steht diese Manon-Fassung im direkten Gegensatz zu den sinnesfreudigen Vertonungen Aubers (Manon Lescaut), Massenets (Manon) oder Puccinis (Manon Lescaut).
Anstelle einer kontinuierlichen dramatischen Entwicklung setzte Henze konsequent auf voneinander unabhängige Einzelepisoden, die er mit Orchesterzwischenspielen verband. Er entsprach damit dem Ideal des Epischen Theaters.
Sowohl szenisch als auch in der Musik reihte Henze bewusst Klischees aneinander. Die Oper enthält beispielsweise Versatzstücke des Belcanto, Ostinato-Formen im Stile Igor Strawinskys oder Songs wie von Kurt Weill, ein französisches Volkslied wie auch Anspielungen an Johann Sebastian Bach, Jacques Offenbach, Jean Cocteau, den Big-Band-Jazz eines Stan Kenton, den Blues oder die Pariser Music Hall. Eine Akkordfolge ist Puccinis Oper La Bohème entlehnt. Es handelt sich um beschreibende Musik ohne direkte Identifikation mit den Protagonisten. Nur in den Intermezzi finden sich gelegentlich emotionale Ausbrüche. Für die Geräuschkulisse des Bahnhofs am Anfang der Oper imitiert Henze mit dem Schlagzeug, also rein instrumentalen Mitteln, die Methoden der Musique concrète.
Die Einsamkeit („Solitude“) der Charaktere symbolisieren die einige Szenen begleitenden Tänzer. Ballett und Pantomimen gibt es in vier Bildern. Im ersten Bild stellen sie das „geschäftige Treiben von Reisenden, Kellnern, Zigarettenboys“ dar, im vierten die Aktionen der Studenten in der Bibliothek, im fünften die Wirkung des Kokains und im siebten unter anderem Passanten, Pensionatskinder sowie mehrere Manon- und Armand-Figuren als Tänzerinnen bzw. Pierrots.:142 Die musikalische Bandbreite der Chorpartie reicht von Sprechgesang bis zum homophonen Satz. Ebenfalls distanzierende Wirkung hat der Tausch der traditionellen Stimmlagen von Vater (Tenor) und Sohn Lilaque (Bass).
Die Musik ist vollständig von einer einzigen Zwölftonreihe abgeleitet, zeigt dabei aber eine große Bandbreite unterschiedlicher Stile. Die Orchesterstücke bewegen sich frei zwischen Tonalität und Atonalität. Die Vokalstücke orientieren sich an den musikalischen Formen des 18. und 19. Jahrhunderts. Zwölftönige Strukturen sind den „unbürgerlichen“ Charakteren zugewiesen. Die Musik der „reaktionär-korrupte[n] Gesellschaft“ ist dagegen eher tonal und konservativ. Henze selbst schrieb dazu:

„Auch die Dodekaphonie wurde von uns wie eine Befreiung und wie eine Hoffnung empfunden und schien uns die Möglichkeit zu geben, menschliche Affekte neu und vertieft darzustellen, weil wir (nicht zu Unrecht) fanden, dass die freie Tonalität sich zum Heute verhält wie andere Errungenschaften unseres Jahrhunderts auch, beispielsweise die Psychoanalyse, das freie Versmass in der Dichtung und seine gegenständliche Materie. Daher ist es nicht verwunderlich, dass die Liebesszenen in ‚Boulevard Solitude‘ zwölftönig komponiert sind, weil meine Dodekaphonie damals eine freie unbürgerliche Welt bezeichnen wollte, wahrend die alte, korrupte Welt sich in der alten Tonalität zu präsentieren hatte.“

### Orchester
Die Orchesterbesetzung der Oper enthält die folgenden Instrumente:
- Holzbläser: zwei Flöten (2. auch Piccolo), Oboe, Englischhorn, Klarinette, Bassklarinette, zwei Fagotte
- Blechbläser: vier Hörner, vier Jazztrompeten, drei Posaunen, Tuba
- Pauken, Schlagzeug (neun Spieler): Triangel, Röhrenglocken, hängendes Becken, Tamtam, Tomtom, zwei kleine Trommeln, große Trommel, Claves, Marimba, Glockenspiel, Xylophon, Vibraphon
- Harfe
- Klavier
- Mandoline
- Streicher

## Werkgeschichte
Nachdem Henze im Sommer 1950 die Eheleute Grete Weil und Walter Jockisch kennengelernt hatte, beschlossen sie, eine Ballettoper im Stil von Boris Blachers Preußischem Märchen zu schreiben. Sie sollte wie Massenets Manon und Puccinis Manon Lescaut auf Antoine-François Prévosts Roman Histoire du Chevalier Des Grieux et de Manon Lescaut basieren. Ein konkreter Auftrag lag nicht vor. Das Szenarium entwarf Jockisch, und seine Frau verfasste das Libretto. Wenig später begann Henze mit der Vertonung und schloss sie ein Jahr darauf ab. Der Titel ist von Billy Wilders Film Sunset Boulevard inspiriert, den Henze in Paris sah.
Nachdem Verhandlungen mit München und Hamburg ergebnislos geblieben waren, fand die Uraufführung am 17. Februar 1952 im Landestheater Hannover unter der Regie von Walter Jockisch statt. Bühne und Ausstattung stammten von Jean-Pierre Ponnelle, die Choreografie von Otto Krüger. Die musikalische Leitung hatte Johannes Schüler. Es sangen Sigrid Klaus (Manon Lescaut), Walter Buckow  (Armand des Grieux), Theo Zilliken (Lescaut), Otto Köhler (Francis), Willy Schöneweiss (Lilaque père) und Walter Schneemann (Lilaque fils). Henzes erste abendfüllende Oper erhielt zunächst nur wenig Beachtung. Auf Widerstand stieß bei den ersten Aufführungen vor allem die Verfremdung des bekannten Stoffes. Später erwies sich das Werk jedoch als sehr erfolgreich, und es gab viele weitere Produktionen im In- und Ausland. Eine Liste der Aufführungen findet sich auf der Website von Schott Music:
- 1952: Städtische Bühnen Düsseldorf – Dirigent: Arnold Quennet.
- 1954: Teatro San Carlo Neapel und Teatro dell’Opera di Roma – Dirigent: Ionel Perlea (Neapel) bzw. Nino Sanzogno (Rom), Inszenierung: Hans Werner Henze; in Rom musste die Radio-Direktübertragung wegen heftiger Publikumsproteste abgebrochen werden.[13][10]
- 1954: Paris – französische Premiere; Dirigent: Armando da Rosa Parodi.
- 1957: Wuppertal – Dirigent: Hans Georg Ratjen.
- 1962: Sadler’s Wells London – UK-Premiere;[8] Dirigent: Leon Lovett; mit April Cantelo, John Carolan und Peter Glossop.[10]
- 1962: Landestheater Detmold – Dirigent: Paul Sixt.
- 1964: Theater Bonn – Dirigent: Peter Ronnefeld.
- 1964: Theater Kiel – Dirigent: Peter Ronnefeld.
- 1965: Theater Basel – Dirigent: Hans Löwlein.
- 1966: Oldenburgisches Staatstheater – Dirigent: Karl Randolf.
- 1967: Santa Fe – USA-Premiere; Dirigent: Robert Baustian.
- 1968: Tiroler Landestheater Innsbruck – Dirigent: Karl Randolf.
- 1968: Musiktheater im Revier Gelsenkirchen – Dirigent: Ljubomir Romansky.
- 1969: Schauspielhaus Bochum – Dirigent: Ljubomir Romansky.
- 1969: Städtische Bühnen Heidelberg – Dirigent: Kurt Brass.
- 1972: The Manhattan School of Music New York – Dirigent: Anton Coppola.
- 1974: Nationaltheater München – Dirigent: Klaus Tennstedt, Inszenierung: Jean-Pierre Ponnelle; mit Hildegard Uhrmacher (Manon), Lorenz Fehenberger (Lilaque père); auch 1980 an der Deutschen Oper am Rhein in Düsseldorf (Dirigent: Günter Wich);[2] mit Puppen und Statisten anstelle des Balletts.[6]
- 1976: Braunschweig – Dirigent: Heribert Esser, Regie: Andreas Meyer-Hanno, Choreografie: Joachim Gerster.[2]
- 1976: Staatsoper Stuttgart – Dirigent: Dennis Russell Davies, Regie: Hans Werner Henze, Bühnenbild: Axel Manthey, Choreografie: Egon Madsen; mit Sylvia Geszty (Manon), Wolfgang Schöne (Lescaut).[2]
- 1978: Kopenhagen – dänische Premiere; Dirigent: Michael Schønwandt.
- 1984: Nancy – Dirigent: Jérôme Kaltenbach, Inszenierung: Antoine Bourseiller, Bühnenbild: Pier Luigi Pizzi; mit Elena Vassilieva (Manon), Jerome Pruett (Armand).[2]
- 1985: Theater Regensburg – Dirigent: Christian Pyhrr.
- 1985: Théâtre des Champs-Élysées Paris – Dirigent: Jérôme Kaltenbach
- 1986: Landestheater Detmold – Dirigent: Edwin Scholz.
- 1986: Theater Gütersloh – Dirigent: Edwin Scholz.
- 1987: Théâtre Municipal Lausanne – Dirigent: Ivan Anguélov.
- 1987: Ludwigshafen – Dirigent: Ivan Anguélov.
- 1991: Junges Forum Musiktheater Hamburg – im Rahmen des Hans Werner Henze-Festivals; Dirigent: Marius Bazu; Andreas Mildner.
- 1996: Theater Basel – Dirigent: Bernhard Kontarsky.
- 1998: Frankfurt – hierfür komponierte Henze das bislang fehlende Intermezzo zwischen dem vierten und fünften Bild.[13]
- 1998: Stadttheater Bremerhaven – Dirigent: Peter Aderhold
- 2001: Covent Garden London – Dirigent: Bernhard Kontarsky, Inszenierung: Nikolaus Lehnhoff; mit Alexandra von der Weth (Manon);[6] Festaufführung zum 75. Geburtstag des Komponisten.[13]
- 2002: Teatro Carlo Felice Genua – Dirigent: Bernhard Kontarsky.
- 2005: Graz – Dirigent: Johannes Stert, Inszenierung: G. H. Seebach, Bühnenbild: Hartmut Schörghofer, Kostüme: Ragna Heiny; mit Margareta Klobučar (Manon), Andries Cloete (Armand), David McShane (Lescaut), Manuel von Senden (Lilaque père), Wilfried Zelinka (Lilaque fils).[15]
- 2007: Gran Teatre del Liceu Barcelona – spanische Erstaufführung; Dirigent: Sebastian Weigle.
- 2008: Opernhaus Nürnberg – Dirigent: Philipp Pointner.
- 2014: Welsh National Opera mit Aufführungen in Cardiff, Birmingham, Central Milton Keynes, Southampton, Plymouth und Llandudno – Dirigent: Lothar Koenigs, Regie: Mariusz Treliński, Bühne: Boris Kudlička, Choreografie: Tomasz Wygoda.[16]
- 2015: Det Kongelige Teater Kopenhagen – Dirigent: Jérémie Rohrer.

## Aufnahmen
- um 1950–1960 – Kurt Schröder (Dirigent), Chor und  Symphonie-Orchester des Hessischen Rundfunks Frankfurt.
 Elfride Trötschel (Manon Lescaut), Josef Traxel (Armand des Grieux), Kurt Gester (Lescaut), Rudolf Gonszar (Lilaque père), Georg Stern (Lilaque fils), Gisela Litz (Sprecherin), Hans Kasperzik (Diener).
 Studioaufnahme.[17]:7006
- November 1987 – Ivan Anguélov (Dirigent), Orchestre des Rencontres Musicales Lausanne, Chœurs du T.M.L. Opera Lausanne.
 Elena Vassilieva (Manon Lescaut), Jerôme Pruett (Armand des Grieux), Carl Johan Falkman (Lescaut), Jean-Marc Salzmann (Francis), Bruce Brewer (Lilaque père), Daniel Ottavaere (Lilaque fils).
 Live aus Lausanne; 1. und 6. Bild leicht gekürzt.
 Cascavelle VEL 1006 (2 CDs).[17]:7007
- 2., 9. und 13. März 2007 – Zoltán Peskó (Dirigent), Nikolaus Lehnhoff (Inszenierung), Orchester und Chor des Gran Teatre del Liceu Barcelona.
 Laura Aikin (Manon Lescaut), Pär Lindskog (Armand des Grieux), Tom Fox (Lescaut), Marc Canturri (Francis), Hubert Delamboye (Lilaque père), Paul Putnins (Lilaque fils), Basil Patton (Diener).
 Video; Live-Montage aus Barcelona.
 EuroArts 2056358 (1 DVD).[17]:7008